# シグナル認識粒子
シグナル認識粒子（シグナルにんしきりゅうし、英: signal recognition particle、略称: SRP）は、細胞質に豊富に存在する、普遍的に保存されたリボヌクレオタンパク質（タンパク質-RNA複合体）である。SRPは、真核生物では小胞体へ、原核生物では細胞膜へ向かう特定のタンパク質を認識し、その輸送に関与する。

## 歴史
SRPの機能は、免疫グロブリンの軽鎖のプロセシングの研究から発見された。真核生物の新生タンパク質にはN末端に疎水的なシグナル配列を有しているものがあり、それらがリボソームから出てきた際にSRPが結合する。

## 機構
真核生物では、SRPは新生ペプチドのシグナル配列がリボソームから出てきた際に結合を行う。この結合は、タンパク質合成速度の低下をもたらす。これは"elongation arrest"として知られ、タンパク質の翻訳とトランスロケーション（小胞体などへの移行）の過程の共役を促進する、SRPの保存された機能である。その後SRPは、複合体全体（リボソーム-新生鎖複合体）を小胞体膜のトランスロコンというタンパク質透過チャネルへ標的化する。この過程は、トランスロコンに近接した位置にあるSRP受容体とSRPとの相互作用とドッキングによって行われる。
真核生物では、SRPとSRP受容体の3つのドメインがグアノシン三リン酸（GTP）の結合と加水分解において機能する。それらはSRP受容体の2つの関連サブユニット（SRαとSRβ）とSRPタンパク質SRP54（細菌ではFfh）に位置している。SRPとSRP受容体によるGTPの協調的結合は、SRPのSRP受容体への標的化が成功するための必要条件であることが示されている。
ドッキングに伴って新生ペプチド鎖はトランスロコンのチャネルに挿入され、そこから小胞体へ進入する。SRPがリボソームから解離すると、タンパク質合成が再開される。SRP-SRP受容体複合体はGTPの加水分解によって解離し、SRPを介したタンパク質のトランスロケーションのサイクルが継続される。
小胞体内に入ると、シグナル配列はシグナルペプチダーゼによってコアタンパク質から切り離される。そのためシグナル配列は成熟タンパク質には含まれない。

## 構成
SRPの機能はすべての生物で類似しているが、その構成は大きく異なる。GTPアーゼ活性を有するSRP54-SRP RNAコアはすべての生物に共通しているが、一部のサブユニットは真核生物に特異的である。
| 真核生物 | 古細菌 | 細菌          |
| -------- | ------ | ------------- |
| SRP9     | No     | No            |
| SRP14    | No     | No            |
| SRP19    | Yes    | No            |
| SRP54    | Yes    | Ffh           |
| SRP72    | No     | No            |
| 7SL RNA  | Yes    | 6SL/4.5SL RNA |

代表的なSRPの結晶構造
- Methanocaldococcus jannaschii由来SRP19-7S.S SRP RNA複合体[13]
- ヒトSRPのSドメイン[14]

## 自己抗体
抗SRP抗体は、（特異的ではないものの）主に多発性筋炎と関係している。多発性筋炎の患者では、抗SRP抗体の存在はより顕著な筋力低下や筋萎縮との関連がみられる。